# Araukana (rasa kury)

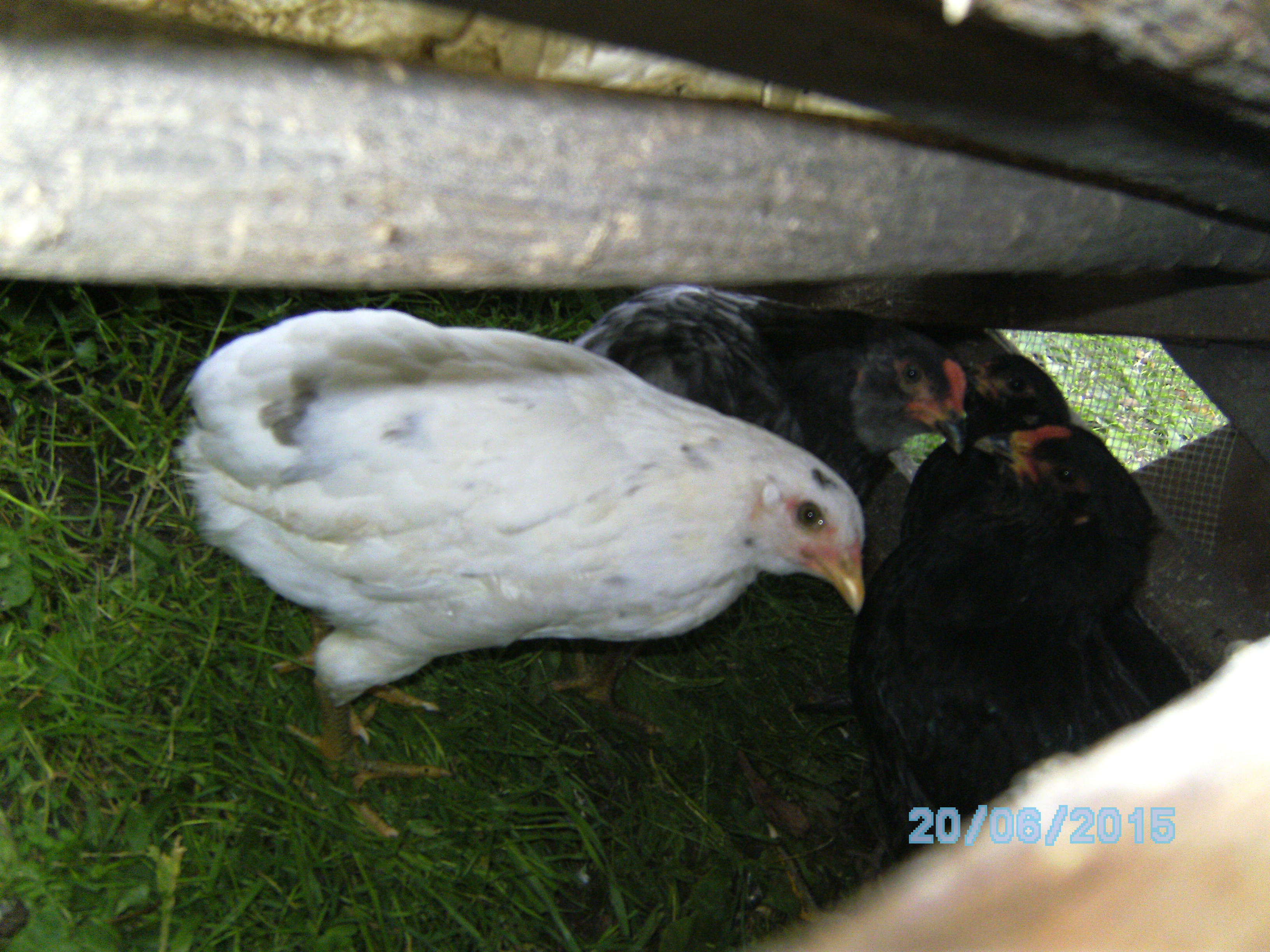
Młode nioski rasy araukańskiej

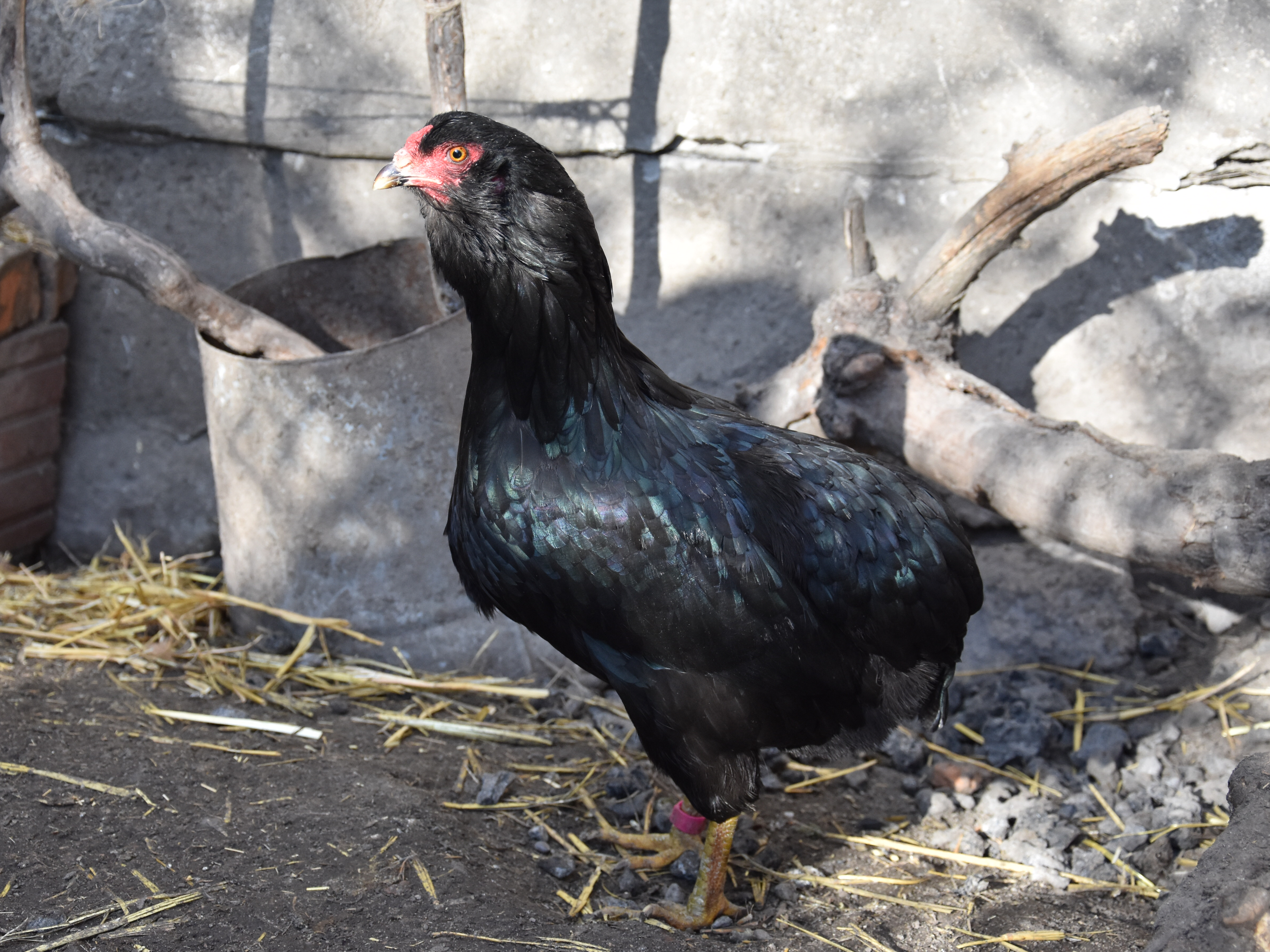
Kura rasy araukana

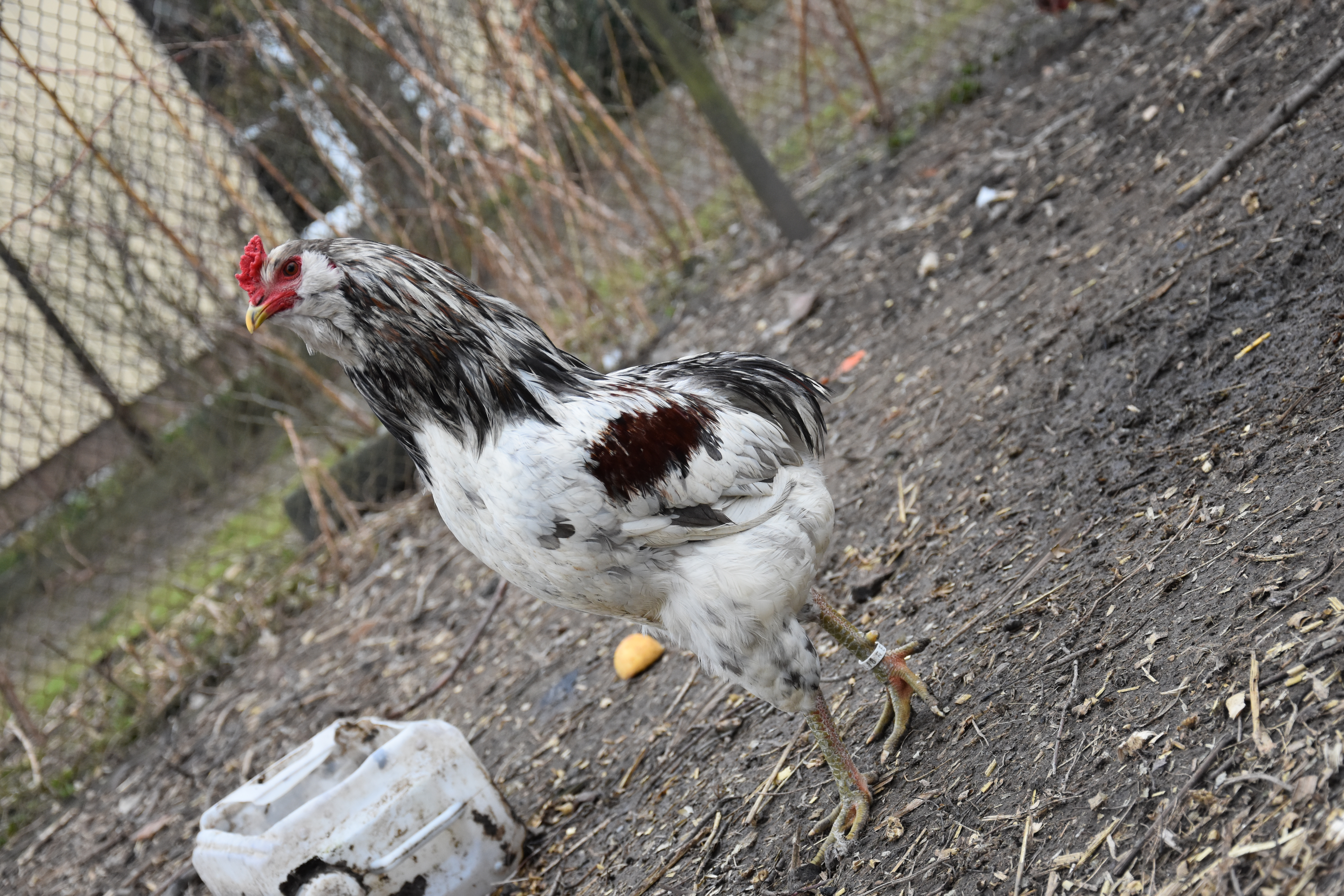
Kogut rasy araukana

Araukana bezogoniasta (Gallus Inauris lub hiszp. Gallina Mapuche) – rasa ta wywodzi się z historycznego regionu Araukania w Chile. 

## Pochodzenie
Momentem, który przyczynił się do powstania tej rasy była wyprawa Krzysztofa Kolumba w 1492 roku i odkryciem Nowego Świata. Gdyż nastąpiło wprowadzanie ras europejskich na nowe ziemie zdobyte przez hiszpańskich konkwistadorów.
Rasa ta jest utrzymywana przez rdzenne plemię Mapuche, które obecnie zamieszkuje regiony Araukanii. 
Najprawdopodobniej nigdy nie poznamy całkowitego pochodzenia tejże rasy.  Jej pochodzenie jest nie do końca pewne i jasne – prawdopodobnie rasa ta powstała jako wynik krzyżowania kur, hodowanych przez Indian, z rasami przywiezionymi przez konkwistadorów. 
Świat nauki uważa, iż rasa powstała wyniku krzyżowania krzyżowania dwóch ras:
1. Colloncas - jest to prymitywna ,najstarsza rasa utrzymywana przez Indian Mapuche. charakteryzuje się ona zniesieniem niebiesko-zielonych jaj lub brakiem kości ogonowej (brak posiadania ogona)
2. Questro - rasa wprowadzona na teren obecnego Chile przez Europejczyków.

## Opis cech

### Cechy charakterystyczne dla Araukany bezogoniastej
1. Wyprostowana postawa ciała wyniku braku części ogonowej. Rasa może występować w części z ogonem lub bez ogona. Zależy od genetyki ptaka.
2. Brak zausznic, a posiadają brodawki, których wyrastają kępki.
3. posiadają mały, czerwony grzebień w typie groszkowym.
4. Skoki w kolorze zielonkawym.
5. Występują różnorodne odmiany barwne upierzenia.

### Wygląd
Wyróżnić możemy dwie wielkości araukany zwykłe i miniaturowe. Ptaki te charakteryzują się wyprostowaną postawą ciała i brakiem ogona (spowodowane brakiem kości ogonowej). Rasa ta posiada baczki – puszyste piórka, wyrastające z brodawek, które znajdują się na miejscu zausznic. Grzebienie araukan są groszkowe, bardzo małe i czerwone. Kolor skoków zależy od odmiany barwnej ptaka.

### Waga
Araukana „zwykła”
Masa ciała:
- kogut – 2000 do 2500 g
- kura – 1600 do 2000 g

Araukana miniaturowa
Masa ciała:
- kogut – 850 g
- kura – 750 g

## Jaja
Jaja araukany mają barwę turkusową (niebiesko-zieloną). Potocznie mówi się, że są zielone (często błędnie mylone z jajami Zielononóżki kuropatwianej).
Liczba jaj zniesionych w ciągu roku waha się w granicach od 150 do 180. 
Araukana „zwykła”
Średnia masa jaja to 50 g. 
Araukana miniaturowa
Średnia masa jaja to 32 g.

### Odmiany barwne upierzenia
- biała,
- czarna,
- niebieska,
- niebieska z obwódką,
- lawendowa,
- jastrzębiata,
- kuropatwiano-jastrzębiata (bursztynowa),
- kuropatwiana przyciemniona,
- kuropatwiana niebieska przyciemniona,
- pszeniczna złocista (pszeniczna),
- pszeniczna niebieska,
- czarno-biała srokata,
- czarno-czerwona,
- niebiesko-czerwona,
- czerwonosiodłata,
- złocistoszyja,
- złocistoszyja niebieska,
- złocistoszyja z pomarańczowymi plecami,
- srebrzystoszyja,
- srebrzystoszyja z pomarańczowymi plecami